# Lily Pons
Lily Pons, właśc. Alice Joséphine Pons (ur. 12 kwietnia 1898 w Draguignan, zm. 13 lutego 1976 w Dallas) – francusko-amerykańska śpiewaczka (sopran).

## Życiorys
Pierwotnie studiowała pianistykę w konserwatorium w Paryżu, które ukończyła z odznaczeniem. Z powodu choroby ręki rozpoczęła studia wokalne; zadebiutowała w 1928 jako Lakme w Miluzie w Alzacji. Od 1930 osiadła w USA, gdzie śpiewała w teatrach operowych w Chicago, San Francisco, ponad 25 lat była solistką w nowojorskiej Metropolitan Opera.
Gościła na wielu czołowych scenach świata, m.in. Opéra Garnier w Paryżu, Covent Garden w Londynie, La Monnaie w Brukseli, Teatro Colón w Buenos Aires. 
Zdobyła sławę najświetniejszego sopranu koloraturowego w XX w. Do jej popularności przyczyniły się liczne nagrania płytowe, dokonywane przeważnie z mężem – dyrygentem André Kostelanetzem. Występowała także w filmie, m.in. I Dream Too Much (1935) z Henrym Fondą, That Girl From Paris (1936) i Hitting a New High (1937).
Wycofała się ze sceny z końcem lat 50.